# Palaeopsylla obtusa
Palaeopsylla obtusa är en loppart som beskrevs av Peus 1977. Palaeopsylla obtusa ingår i släktet Palaeopsylla och familjen mullvadsloppor. Inga underarter finns listade i Catalogue of Life.